# Kupat cholim le'umit

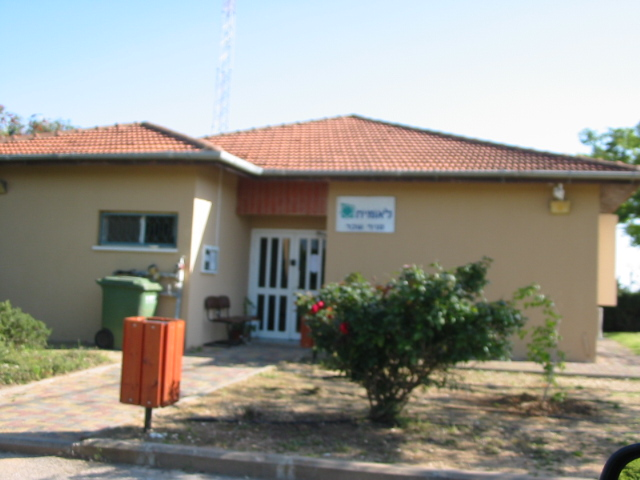
le'umit klinika

Kupat cholim le'umit, (hebrejsky: קופת חולים לאומית, doslova Národní nemocenská pokladna, zkráceně jen לאומית, Le'umit, resp. Leumit Sherutey Bri'ut - Národní zdravotnické služby) je zdravotní pojišťovna v Izraeli.

## Historie
Instituce vznikla roku 1933 jako satelitní organizace při odborovém svazu Histadrut ha-ovdim ha-le'umit napojeném na revizionistické hnutí. Myšlenku na zřízení této samostatné nemocenské pojišťovny zformuloval lékař Ja'akov Vinšal z Tel Avivu, se kterým rozvázala smlouvu nemocenská pojišťovna Kupat cholim, napojená na levicově a centristicky orientovaný odborový svaz Histadrut, v důsledku tehdejší zostřené rivality mezi revizionisty a levicí v mandátní Palestině a v celém sionistickém hnutí po vraždě Chajima Arlozorova. Klinika doktora Vinšala se pak jako první zapojila do nové sítě. Na rozdíl od Kupat cholim měla nová pojišťovna ambici umožnit svým klientům si vybrat lékaře a zdravotní služby podle svého přání.
K roku 1964 šlo o druhou největší zdravotní pojišťovnu v Izraeli s 180 000 klienty a 97 zdravotnickými zařízeními. Od roku 1996 byl předsedou pojišťovny Avraham Hirschson. V současnosti tuto funkci zastává Micha'el Zoller.
Hlavní levicovou protiváhou Kupat cholim le'umit je pojišťovna Kupat cholim, kterou založil odborový svaz Histadrut.